# Robert McIntosh
Robert McIntosh (* 10. September 1953) ist ein ehemaliger südafrikanischer Radrennfahrer.

## Sportliche Laufbahn
McIntosh war im Straßenradsport aktiv. 1977, 1981, 1983 und 1986 gewann er das Etappenrennen Rapport Toer. Dazu kamen mehrere Etappensiege in diesem Rennen. 1991 wurde er Dritter beim Sieg von Max Beneke.
Von 1980 bis 1992 war er Berufsfahrer. 1980 hatte er seinen ersten Vertrag als Radprofi mit dem Radsportteam Fangio-Lois aus Belgien. Danach startete er für südafrikanische Teams.